# سفارة أذربيجان في بولندا
سفارة أذربيجان في بولندا هي أرفع تمثيل دبلوماسي لدولة أذربيجان لدى بولندا. تقع السفارة في وارسو وهي تهدف لتعزيز المصالح الأذربيجانية في بولندا.

## وصلات خارجية
- الموقع الرسمي
- قائمة سفارات أذربيجان
- قائمة السفارات في بولندا